# Andries van Leeuwen
Andries van Leeuwen (Enschede, 1916. november 14.– Enschede, 1985. január 28.) holland nemzetközi labdarúgó-játékvezető. Polgári foglalkozása textilgyáros.

## Pályafutása
Játékvezetésből Enschedében vizsgázott. Vizsgáját követően az Enschedei Labdarúgó-szövetség által üzemeltetett labdarúgó bajnokságokban kezdte sportszolgálatát[forrás?]. A Holland labdarúgó-szövetség (KNVB) Játékvezető Bizottságának (JB) minősítésével a Eerste Divisie, majd a Eredivisie játékvezetője. Küldési gyakorlat szerint rendszeres partbírói szolgálatot is végzett. A nemzeti játékvezetéstől 1964-ben visszavonult.

### Nemzetközi játékvezetés
A Holland labdarúgó-szövetség JB terjesztette fel nemzetközi játékvezetőnek, a Nemzetközi Labdarúgó-szövetség (FIFA) 1957-től tartotta nyilván bírói keretében. A FIFA JB központi nyelvei közül a németet beszélte. Több nemzetek közötti válogatott, valamint Vásárvárosok kupája, Kupagyőztesek Európa-kupája és Bajnokcsapatok Európa-kupája klubmérkőzést vezetett. A holland nemzetközi játékvezetők rangsorában, a világbajnokság-Európa-bajnokság sorrendjében többedmagával a 34. helyet foglalja el 1 találkozó szolgálatával. A nemzetközi játékvezetéstől 1964-ben búcsúzott. Válogatott mérkőzéseinek száma: 9.

#### Labdarúgó-Európa-bajnokság
Az  1964-es labdarúgó-Európa-bajnokságon az UEFA JB játékvezetőként foglalkoztatta.
| Időpont           | Helyszín                      | Mérkőzés típusa    | Mérkőzés                     | Eredmény | Nézők száma |
| ----------------- | ----------------------------- | ------------------ | ---------------------------- | -------- | ----------- |
| 1963. október 30. | Windsor Park Stadion, Belfast | egyik nyolcaddöntő | Észak-Írország–Spanyolország | 0 – 1    | 45 809      |

#### Nemzetközi kupamérkőzések
Vezetett kupadöntők száma: 2.

##### Kupagyőztesek Európa-kupája
| Időpont         | Helyszín                   | Mérkőzés típusa | Mérkőzés                                | Eredmény | Nézők száma |
| --------------- | -------------------------- | --------------- | --------------------------------------- | -------- | ----------- |
| 1963. május 15. | De Kuip Stadion, Rotterdam | döntő           | Tottenham Hotspur FC–Atlético de Madrid | 5 – 1    | 49 143      |

##### Román labdarúgókupa
| Időpont          | Helyszín                     | Mérkőzés típusa | Mérkőzés                                | Eredmény |
| ---------------- | ---------------------------- | --------------- | --------------------------------------- | -------- |
| 1964. július 19. | August 23. Stadion, Bukarest | döntő           | FC Dinamo București–FC Steaua București | 5 – 3    |